# NGC 3745
NGC 3745 este o galaxie lenticulară situată în constelația Leul. A fost descoperită în 5 aprilie 1874 de către Ralph Copeland⁠(d). Se află la o distanță de 140,4 de megaparseci de Pământ.